# Los Kjarkas
Los Kjarkas sind eine bolivianische Musikgruppe, die 1965 in Capinota von den Brüdern Hermosa – Wilson, Castel und Gonzalo – sowie Édgar Villarroel gegründet wurde. Der Name der Gruppe hat seinen Ursprung in dem Wort qarka, was in der Quechua-Sprache „Stärke“ oder „Kraft“ bedeutet.

## Geschichte

### Die erstenKjarkas
Die Mitglieder verdienten sich ihren Lebensunterhalt, indem sie von Dorf zu Dorf gingen und argentinische Zambas spielten. Die autochthone bolivianische Musik war damals noch nicht genug entwickelt. Allmählich begannen sich jedoch eigene Rhythmen des Landes stärker durchzusetzen, wie z. B. Cuecas, Huayños oder Bailecitos. Zu den Komponisten gehörten Simeón Roncal, Gilberto Rojas und Teófilo Vargas.
In diesen Jahren der Transformation fanden Los Kjarkas ihren Stil der zu ihrem späteren Erfolg führte.

### Erneute Gründung
Nach diesen Anfängen verließen die Mitglieder die Gruppe und Gonzalo Hermosa gründete die Gruppe neu mit den Musikern Eddy Carpio, Antonio Canelas und Alcides Mejía. Während der folgenden 10 Jahre perfektionierten Los Kjarkas ihre Kompositionen und ihre Interpretation der andinen Musik. In der bolivianischen Hauptstadt La Paz präsentierten sie sich das erste Mal 1975. Im selben Jahr stellten sie den bolivianischen Beitrag beim Folklore-Festival in Brasilien.
Im Jahr 1976 veröffentlichten sie in Mexiko ihr erstes Album, Bolivia, bestehend aus neun Liedern, die fast alle von Gonzalo Hermosa komponiert wurden. Hervorzuheben ist das Lied Bolivia das praktisch zur zweiten Nationalhymne wurde und in keinem ihrer Konzerte fehlen darf.
Nach diesen ersten Erfolgen erweiterte sich die Gruppe um Ulises und Élmer Hermosa (13. November 1960), Toño Canelas, Gastón Guardia (26. Mai 1959), sowie Guillermo Ponce und Édgar Villarroel (gleichnamig mit dem Gründungsmitglied). 
Die Kompositionen von Ulises Hermosa und die stimmliche Interpretation durch Élmer Hermosa und den Beiträgen von Gastón Guardia gehören zu den bedeutendsten Werken der Gruppe.
So veröffentlichten sie 1977 ihr zweites Album, Sueño milenario de los Andes (übersetzt etwa: Jahrtausendtraum der Anden), bzw. als Doppel-LP mit dem Namen „Fortaleza“ zwischen 1977 und 1978 mit Liedern die starke folklorische Wurzeln haben.
Die Gruppe wurde sehr populär, nicht nur in Bolivien, sondern mit Konzerten in ganz Südamerika, sowie in Europa, Nordamerika und Japan.
1980 veröffentlichen sie Cóndor Mallku, wo sie beginnen, auch romantische Themen anzusprechen, die sich von der traditionellen Folklore entfernen und sich auch rhythmisch zu erneuern. Mit diesem Album zeigen sich die künstlerischen Fähigkeiten der Hermosa-Brüder. In Liedern wie Ella es oder Pequeño amor erzählen sie philosophisch und poetisch von der Liebe.
1981 stießen Julio Lavayen und Ramiro de la Zerda zur Gruppe und das Album Desde el alma de mi pueblo wird veröffentlicht. Mit jedem Album stieg ihr Erfolg an und in den 80er-Jahren wurden sie zur bedeutendsten Musikgruppe Boliviens mit internationalem Erfolg.
1984 wurden Los Kjarkas zum XV Festival der Populär-Musik in Japan eingeladen wo mehr als 1.800 Lieder aus aller Welt im Wettbewerb standen und wurden ausgezeichnet. Florcita azul erzielte den 10. Platz und der Grundstein für den besonderen Erfolg in Japan, der bis heute anhält wurde gelegt.
Ende der 80er-Jahre hatte die französische Gruppe Kaoma einen Welterfolg mit dem Lied Lambada. Dieses basiert auf Ulises Hermosas Llorando se fue, das in Deutschland registriert war. Kaoma musste Los Kjarkas mit einer größeren Geldsumme entschädigen.
In den Folgejahren gab es weitere Veränderungen in der Zusammenstellung der Gruppe. Bedeutende Lieder des Jahrzehnts sind Canto a la mujer de mi pueblo, Wayayay, Imillitay, Oruro, Tiempo al tiempo, Chuquiago Marka, Solo. 1989 kommt das einzige reine Instrumental-Album heraus, Ch’uwa yacu.
Ein Rückschlag erfolgt 1992 mit dem Krebstod von Ulises Hermosa. Bevor er starb, vollendete er das Lied El árbol de mi destino (übersetzt etwa: Mein Schicksalsbaum), das postum von Los Kjarkas veröffentlicht wurde. 1993 wird das Album Hermanos veröffentlicht, mit der wichtigsten Komposition Tarajchi von Ulises, die von seinem Bruder Gonzalo ergänzt wurde und die Geschichte und den Weg der Familie Hermosa beschreibt.
Auch in den 1990er-Jahren stoßen weitere Musiker zur Gruppe, darunter Ronaldo Malpartida, Eduardo Yáñez, Alcídes Mejía, Miguel Mengoa und José Luis Morales. Sie haben Erfolge mit Señora, su hija, Mi pecado, Ave de cristal, A los 500 años, La pícara und El líder de los humildes. Por siempre... heißt 1997 ihr erstes Video.
Neue Mitglieder nach 2000 sind z. B. Gonzalo Hermosa Jr., Lin Angulo und der Japaner Makoto Shishido. Die Kompositionen erhalten so neue Facetten. Dazu gehören Lección de vida, Saya sensual, Kamanchaca. 
Das aktuelle Album wurde 2006 vorgestellt. Der Titel 35 años („35 Jahre“) bezieht sich auf das Alter der Gruppe.

## Mitglieder
Gonzalo Hermosa Gonzalez: Sänger, Komponist und Anführer der Gruppe, geboren am 2. Oktober 1950 in Capinota (Cochabamba).
Elmer Hermosa: Lead-Sänger der Kjarkas, geboren am 13. November 1960 in Capinota (Cochabamba). Er ist Komponist und kleinerer Bruder von Gonzalo. Außerdem spielt er typische Instrumente wie z. B. das Ronroco oder das Charango.